# Zastava (1949.)
Zastava je hrvatski dugometražni film iz 1949. godine.

## Radnja
Balerina Marija na svečanoj akademiji u čast Dana republike, razgovara sa svojim mlađim kolegicama i govori im kako joj nije žao što nije nastupala prethodne tri godine, jer je to vrijeme provela u partizanskoj oslobodilačkoj borbi. Zatim počinje pripovijedati o njenim ratnim doživljajima. Godine 1942. nastupala je u Hrvatskom državnom kazalištu i jedva se uspjela obraniti od zavodničkih nasrtaja ustaškog satnika Vuksana. Kada je bila u posjeti svojoj majci u Karlovcu svjedočila jedne ustaške akcije zastrašivanja stanovništva. Akcija hvatanja partizana nije uspjela jer se mladi partizan uspio izvući iz obruča i pobjeći s otetom partizanskom zastavom. Nakon toga se Marija odlučuje pridružiti kalničkim partizanima.

## Uloge
- Sonja Kastl – Marija
- Marijan Lovrić – zapovjednik Petar
- Joža Gregorin – komesar
- Antun Nalis – ustaški satnik Vuksan

## Nagrade
- Nagrada Savezne vlade za režiju i scenarij.[1]